# 광진교 버스 추락 사고
광진교 버스 추락 사고는 1973년 8월 18일 서울특별시 광진교에서 운행 중이던 버스가 다리 난간을 뚫고 추락하여 45명의 사상자(사망 17명, 부상 28명)를 낸 교통 사고이다.

## 사고 개요
사고 버스는 당시 봉천동에서 천호동의 영업 구간을 운행하던 동남교통(현 흥안운수) 소속의 노선번호 567번 좌석버스였다. 사고 당일 오후 10시 5분쯤, 서울특별시 성동구 풍납동(現 강동구 천호2동) 광진교 남단 60m 지점에서 천호동 방향으로 달리던 버스가 다리 위에 설치된 시멘트 구조물에 왼쪽 앞 바퀴를 부딪힌 후 다시 오른쪽 앞 바퀴까지 부딪히게 되었고, 그 바람에 운전기사가 핸들을 놓치게 되면서 왼쪽 다리 난간을 부수고 13m 아래로 추락하여 승객 17명이 사망하고, 운전자를 비롯한 승객 28명이 중경상을 입었다. 사고 직후 광진교는 다음날, 차량통행이 전면 통제됐다.

## 사고 원인
정비 불량과 운전기사의 과속 및 난폭운행, 교통안전 시설의 열악한 현실 등이 사고 원인으로 제시되었다. 청계 2가에 근접할 무렵 갑자기 전조등에 고장이 발생하여 불이 꺼졌으며, 이 상태에서 사고 버스 운전기사는 가로등 및 주변 차량의 불빛에 의존한 채 시내를 시속 60~70km로 달린 것으로 경찰 조사에서 밝혀졌다. 또한, 사고 버스 운전기사는 워커힐 호텔을 지나 제한 속도 20km인 광진교에 진입한 이후에도 시속 50km의 과속으로 질주한 것으로 밝혀졌으며, 광진교 중간에서 신호등에 빨간불이 켜진 것을 보고 감속하다가 다시 시속 50km로 달렸으며, 이 때 교량 중간의 신호등에 서 있던 교통 경찰은 전조등이 꺼진 채 주행하는 사고 차량을 적발하고 일단 정지 신호를 보냈음에도 불구하고 이를 무시한 것으로 드러났다. 교량 상판의 도로 여건도 매우 열악한 상태였다. 도로의 폭은 거의 일방통행로와 같은 수준으로 비좁아 차량 1대가 겨우 지나갈 수 있을 정도였으며 가로등마저 설치되어 있지 않아서 야간 운행에 있어서 항시 교통사고의 위험을 안고 있었던 점 등 안전 시설도 부족하였다.

## 사고 여파
사고가 발생한 광진교는 일제 시대에 세워진 교량이었고 6.25동란 당시 폭격으로 파괴되었다가 이후 여러 차례에 걸쳐 보수공사를 실시하였다. 하지만 1972년에 발생한 대홍수로 균열이 발생하여 한때 폐쇄되고 보수 공사를 실시했다가 다시 차량 통행을 재개하는 등 교량 자체도 심각한 안전상의 문제를 안고 있었다. 이에 따라 안전사고를 안고 있던 광진교의 교통량을 분산시키기 위해 천호대교를 건설하였고 1976년 7월 5일에 완공 개통되었다. 그치만... 이사고랑 비슷한 또다른 참사가 나게 되어버린다... 삼가 고인의 명복을 빕니다...

## 참고 자료
- 한밤중 장님버스의 '曲藝'[깨진 링크(과거 내용 찾기)] - 1973년 8월 20일 경향신문 7면